# Kranzwerfende Viktoria

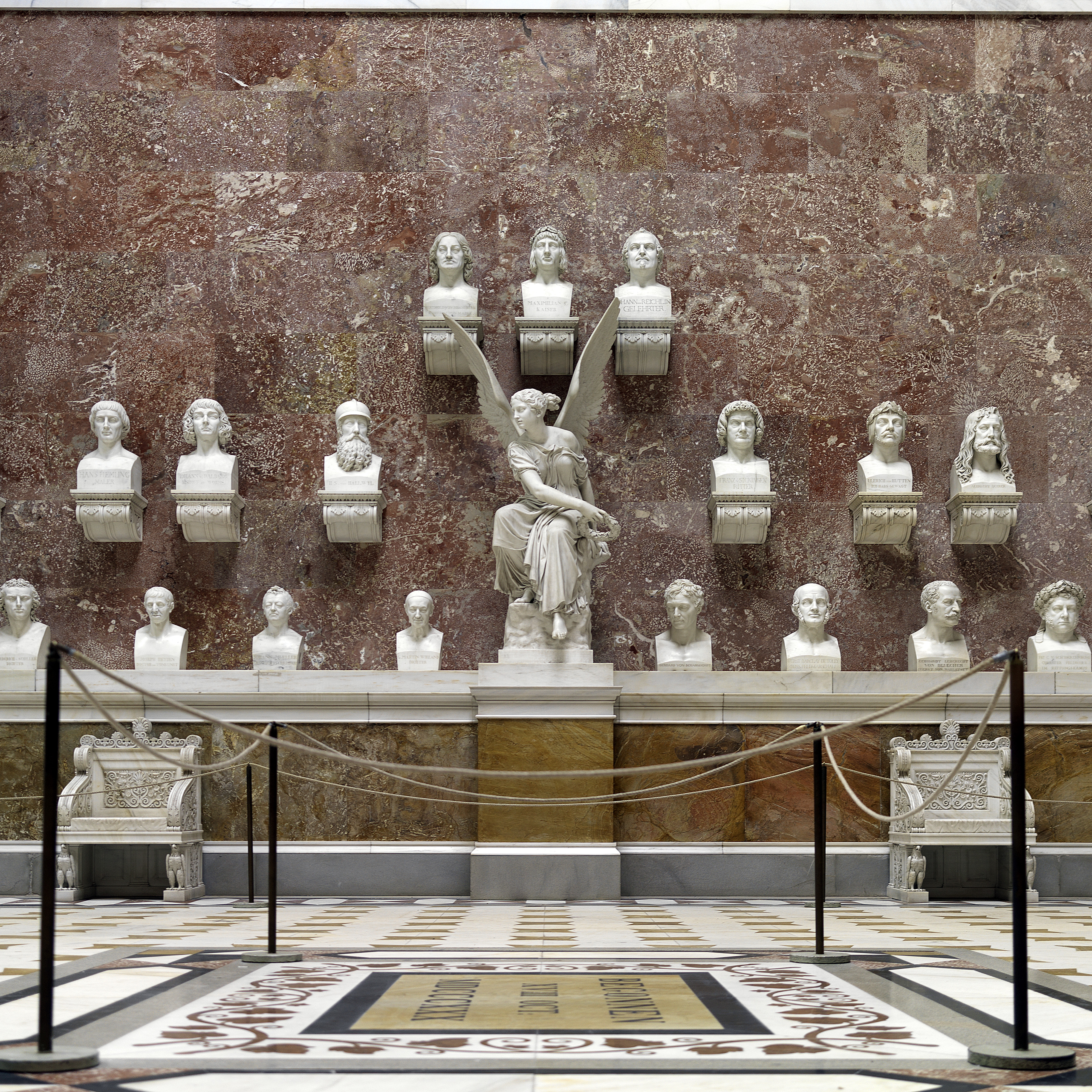
Kranzwerfende Viktoria, Original in der Walhalla bei Regensburg

Die Kranzwerfende Viktoria oder Vierte Walhalla-Viktoria in der Gedenkstätte Walhalla bei Regensburg wurde 1841 vom Bildhauer Christian Daniel Rauch geschaffen. Sie stellt eine Siegesgöttin dar, die einen Eichenlaubkranz wirft. Die Sitzskulptur aus Carraramarmor gehört zu den Meisterwerken der Berliner Bildhauerschule und des europäischen Klassizismus.

## Geschichte

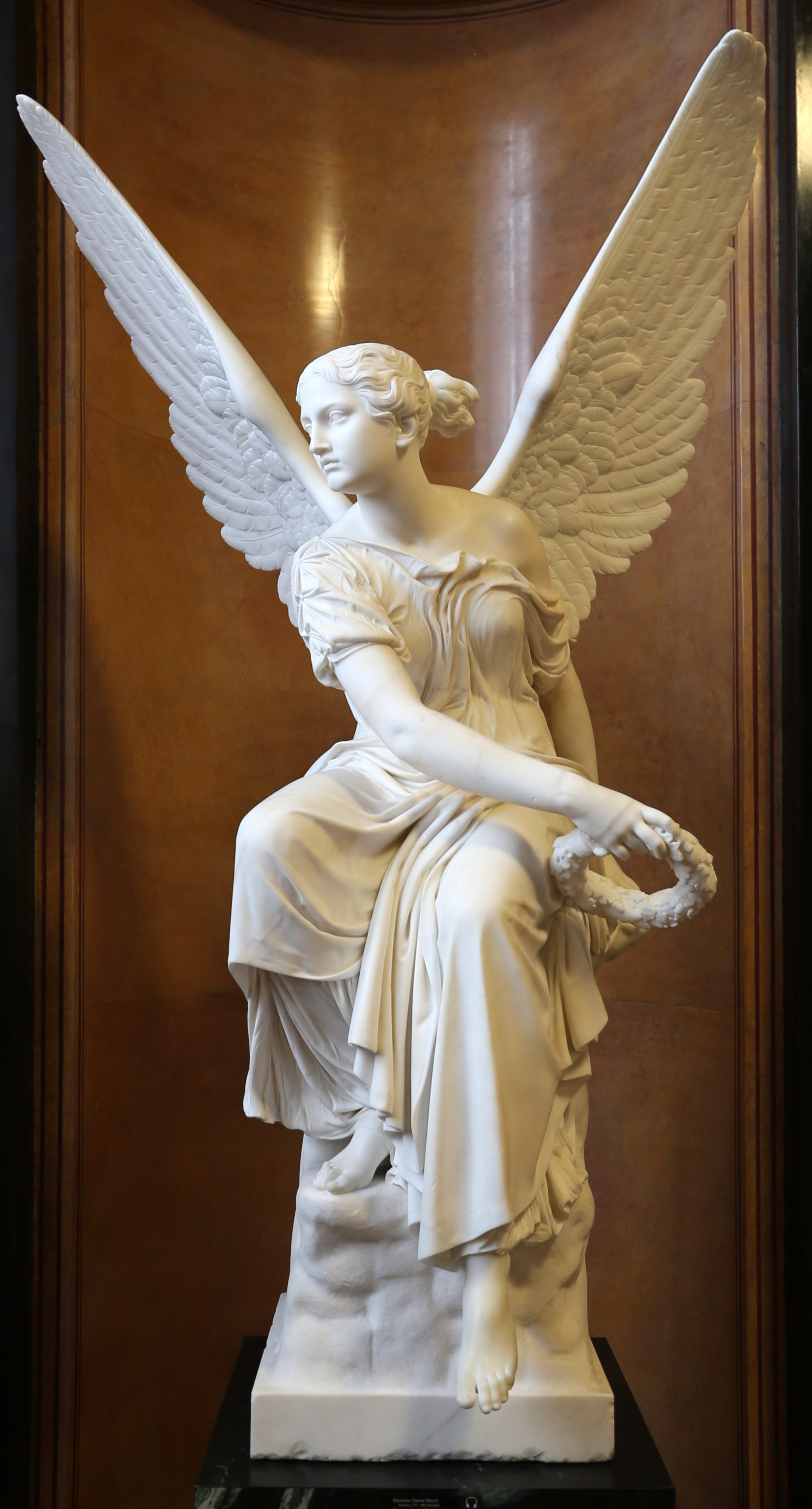
Kranzwerfende Viktoria, Kopie in der Alten Nationalgalerie in Berlin

### Entwurf
Im Zusammenhang mit dem Bau der Walhalla bei Regensburg durch König Ludwig I. von Bayern und seinen Architekten Leo von Klenze erhielt der in Berlin wirkende Bildhauer Christian Daniel Rauch am 9. Dezember 1830 den Auftrag, neben einem Giebelrelief und mehreren Porträtbüsten auch sechs Genien für die Gedenkstätte zu entwerfen. Nach einem Streit über die Entwürfe – Ludwig und Klenze wollten bekleidete Walküren, Rauch wollte unbekleidete Viktorien – einigten sich die Beteiligten schließlich auf bekleidete Viktorien. Der Bildhauer entwarf die sechs Genien so, dass sie verschiedene Gefühle darstellen:
„In der sitzenden, ruhig harrenden und der stehenden, sich selbst bekränzenden Siegesgöttin sind die abstrakten Empfindungen der Siegeserwartung vor dem Kampf und der innern Selbstbefriedigung über den errungenen Sieg ausgedrückt. Dazwischen ordnen sich gedanklich die vier anderen Siegesgöttinnen in verschiedenen Beziehungen zu den Kämpfern: die gespannte Theilnahme an dem wogenden Kampf, die stille Siegesfreude, welche die Kränze darreichen will, der Siegesjubel, der den Kranz freudig der Siegerstirne entgegenstreckt, die Siegestrauer, welche der Opfer des Kampfes gedenkt.“

### Ausführung
Zwischen 1832 und 1842 schuf Rauch die Viktorien aus Marmor in Carrara und Berlin, wobei ihm seine italienischen Mitarbeiter und deutschen Schüler halfen. Nach der Ausstellung der Skulpturen zugunsten des Kölner Dombauvereins und ihrer Ankunft in der Walhalla legte er im September 1842 mit Hammer und Meißel selbst letzte Hand an. Rauch konnte an der Eröffnung der Gedenkstätte am 18. Oktober 1842 zwar nicht teilnehmen, Ludwig ließ ihm durch Klenze aber das „größte Lob“ für die „herrlichen Gestalten“ mitteilen.
Die 1841 geschaffene und an der linken Hallenwand mittig aufgestellte Kranzwerfende Viktoria stellt eine geflügelte Göttin dar, die auf einem groben Felsen sitzt. Ihr Körper ist schräg nach vorn geneigt und mit einer Stola bekleidet, die nur die linke Schulter, die Arme und die Füße frei lässt. Der Kopf ist leicht nach rechts gewandt, das Haar zu einem kurzen Zopf gebunden. Mit dem linken Arm stützt sie sich nach hinten auf dem Felsen ab, mit dem rechten Arm holt sie über den Schoß zum Kranzwurf aus. Das rechte Bein liegt fest auf dem Felsen auf, das linke Bein hängt locker davon herab.

### Bewertung
Von den sechs Viktorien, die für die Walhalla geschaffen wurden, gilt die vierte Viktoria als populärste. Unter dem Namen Kranzwerfende Viktoria fand die Skulptur hohes Lob (Bewertung von Johann Gottfried Schadow) und weite Verbreitung (Kopien in Deutschland, den Niederlanden, Russland und Großbritannien). Nach Rauchs eigenen Worten stellt sie „das aufmerksame Hineinschauen in das augenblickliche Treiben von der Höhe herab“ dar.
Die Kunsthistoriker Friedrich und Karl Eggers beschrieben sie in ihrer Rauchbiographie mit folgenden Worten: „Flüchtig hat sie sich niedergelassen auf den Fels, auf welchen die Linke leicht sich stützt, während sie vornübergeneigt dem Kampfe folgt, jeden Augenblick gespannt, dem Sieger den zum Wurf bereit gehaltenen Kranz zu spenden.“ Die Kranzwerfende Viktoria gehört zu den Meisterwerken der Berliner Bildhauerschule und des europäischen Klassizismus.

## Weitere Rauch-Viktorien

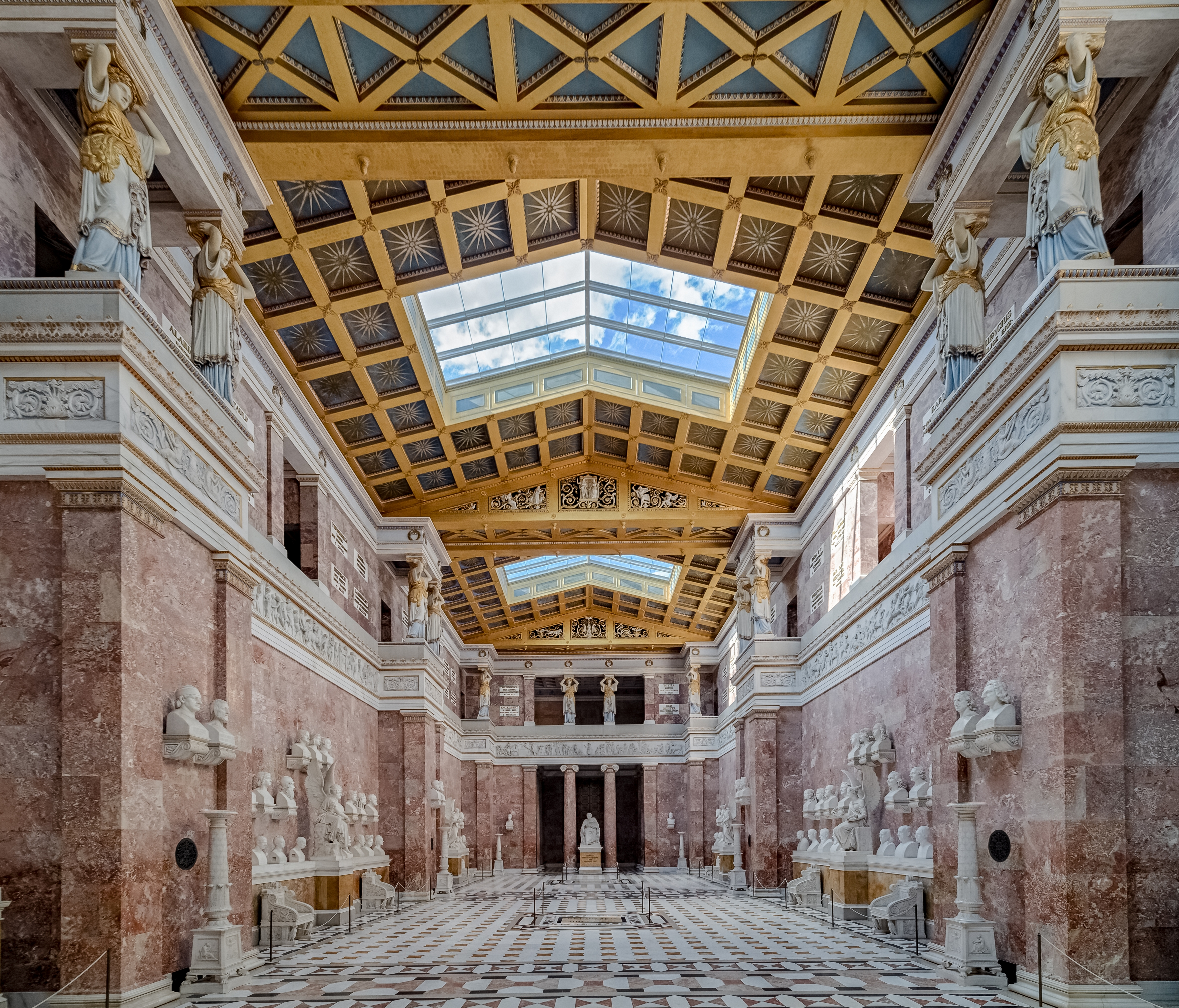
Walhalla-Viktorien

### Walhalla-Viktorien
Von 1832 bis 1842 schuf Rauch sechs Viktorien in Marmor für die Walhalla bei Regensburg (Walhalla-Viktorien):
- Erste Walhalla-Viktoria; sitzend und zwei Lorbeerkränze haltend; rechte Hallenwand mittig.
- Zweite Walhalla-Viktoria; bewegt schreitend und zwei Lorbeerkränze haltend; linke Hallenwand hinten.
- Dritte Walhalla-Viktoria; ruhig schreitend und zwei Lorbeerkränze haltend; linke Hallenwand vorn.
- Vierte Walhalla-Viktoria (Kranzwerfende Viktoria); sitzend und einen Eichenkranz werfend; linke Hallenwand mittig.
  - Kopie in Marmor im Museum der Schönen Künste, Antwerpen.
  - Kopie in Marmor in der Alten Nationalgalerie, Berlin.
  - Kopie in Marmor im Osborne House, Isle of Wight.
  - Kopie in Bronze am Orangerieschloss, Potsdam.
  - Kopie in Marmor in der Eremitage, Sankt Petersburg.
  - Kopie in Zink am Schweriner Schloss, Schwerin.
- Fünfte Walhalla-Viktoria; stehend, einen Eichenzweig haltend und sich mit einem Eichenkranz krönend; rechte Hallenwand vorn.
  - Kopie in Zink im Schlosspark Neustrelitz, Neustrelitz.
- Sechste Walhalla-Viktoria, stehend und einen Eichenzweig haltend; rechte Hallenwand hinten.
  - Kopie in Marmor in der Eremitage, Sankt Petersburg.
  - Kopie in Keramik im Osborne Garden, Isle of Wight.

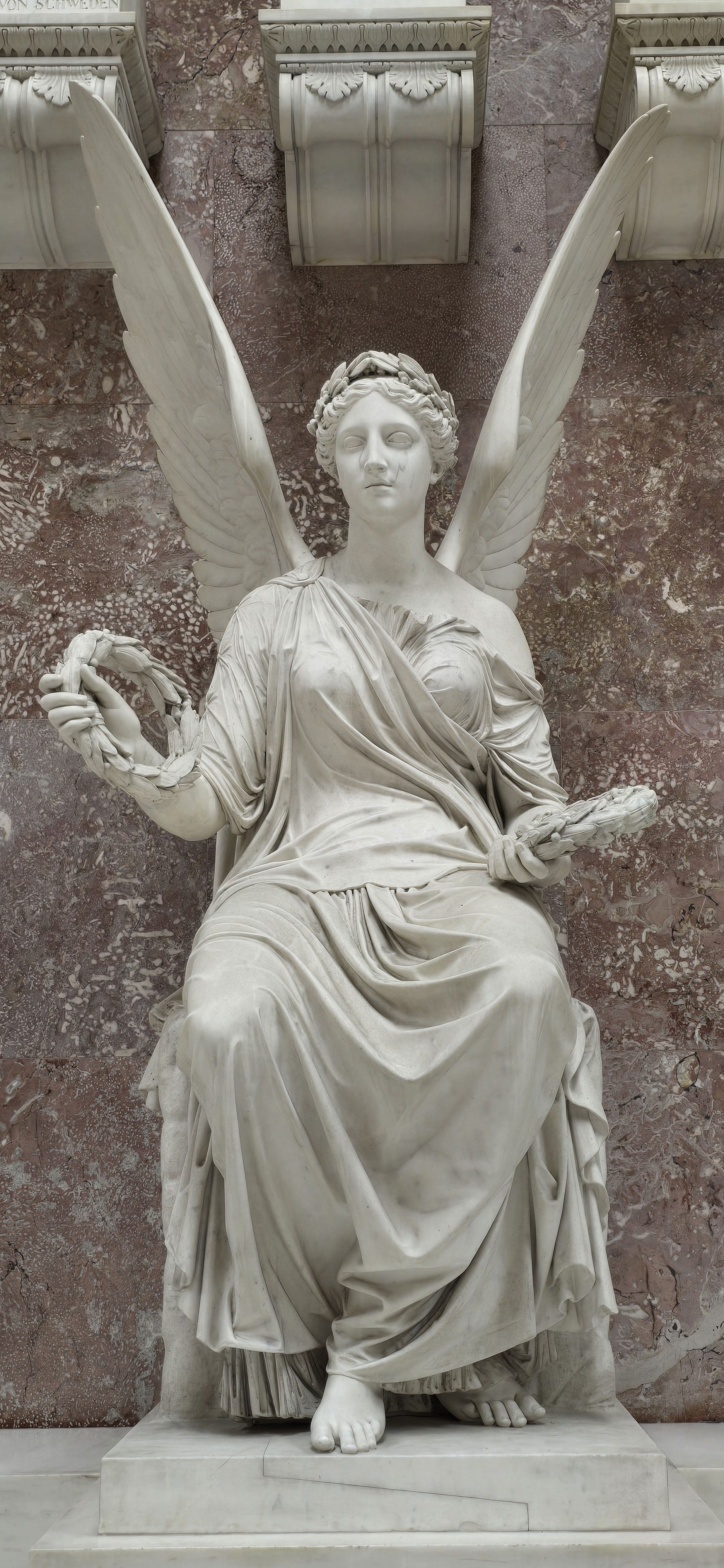
Viktoria 1, 1836
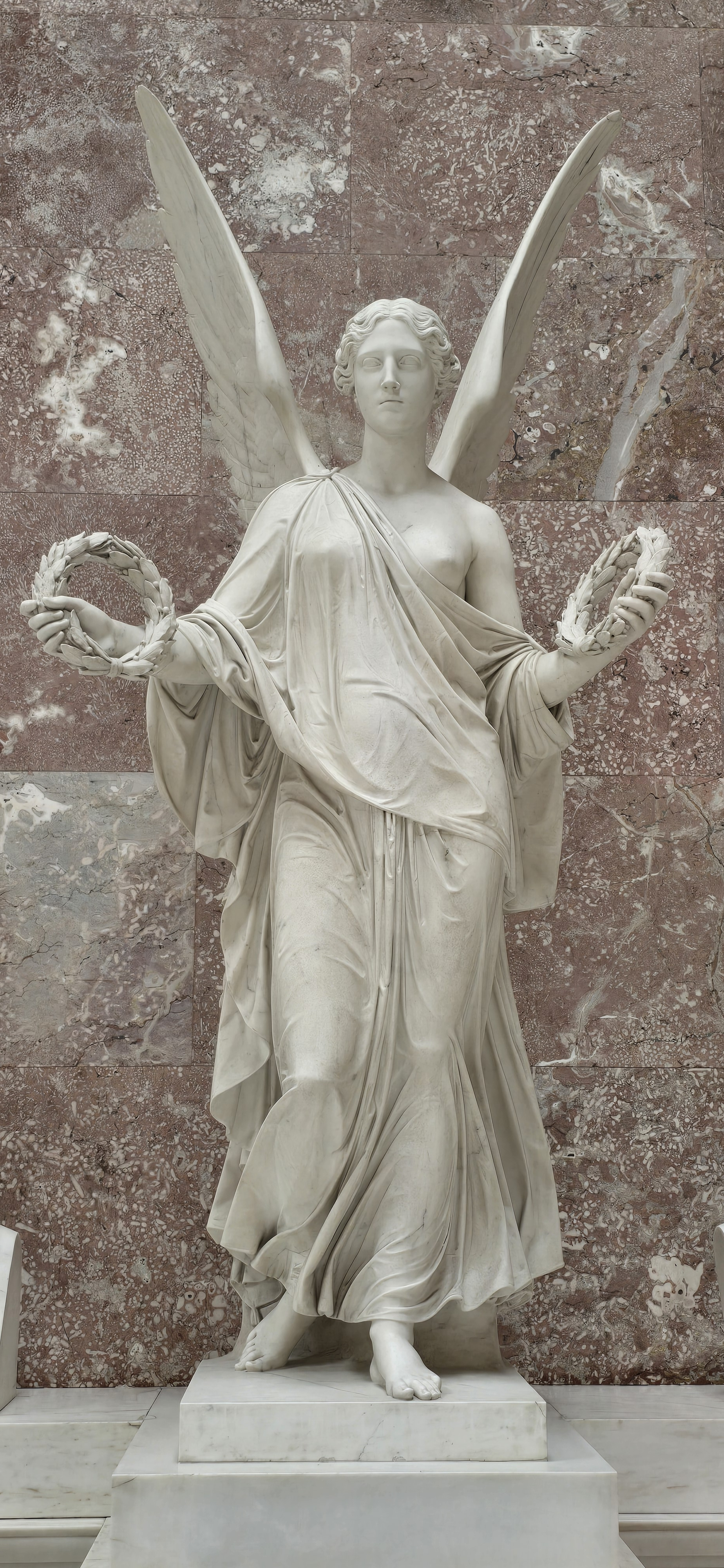
Viktoria 2, 1838
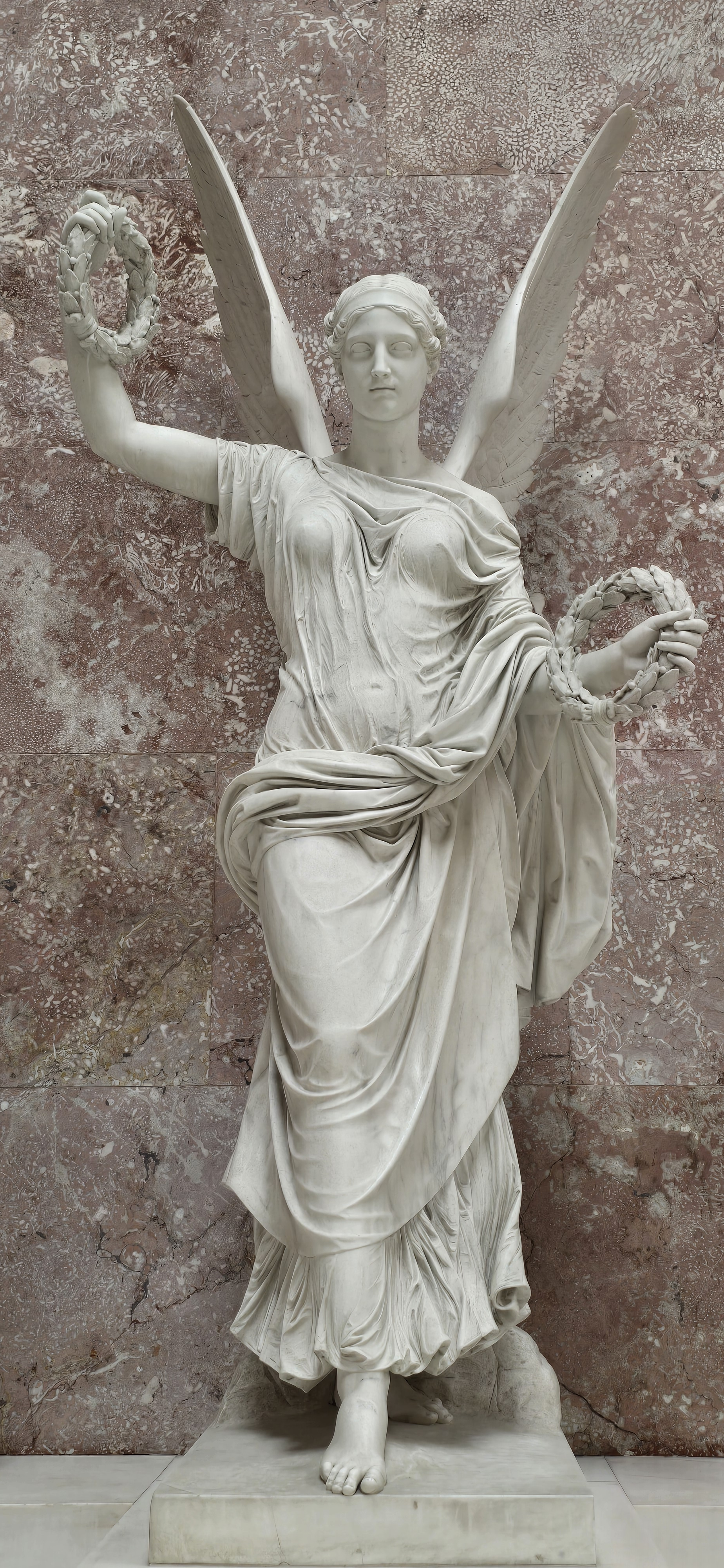
Viktoria 3, 1839
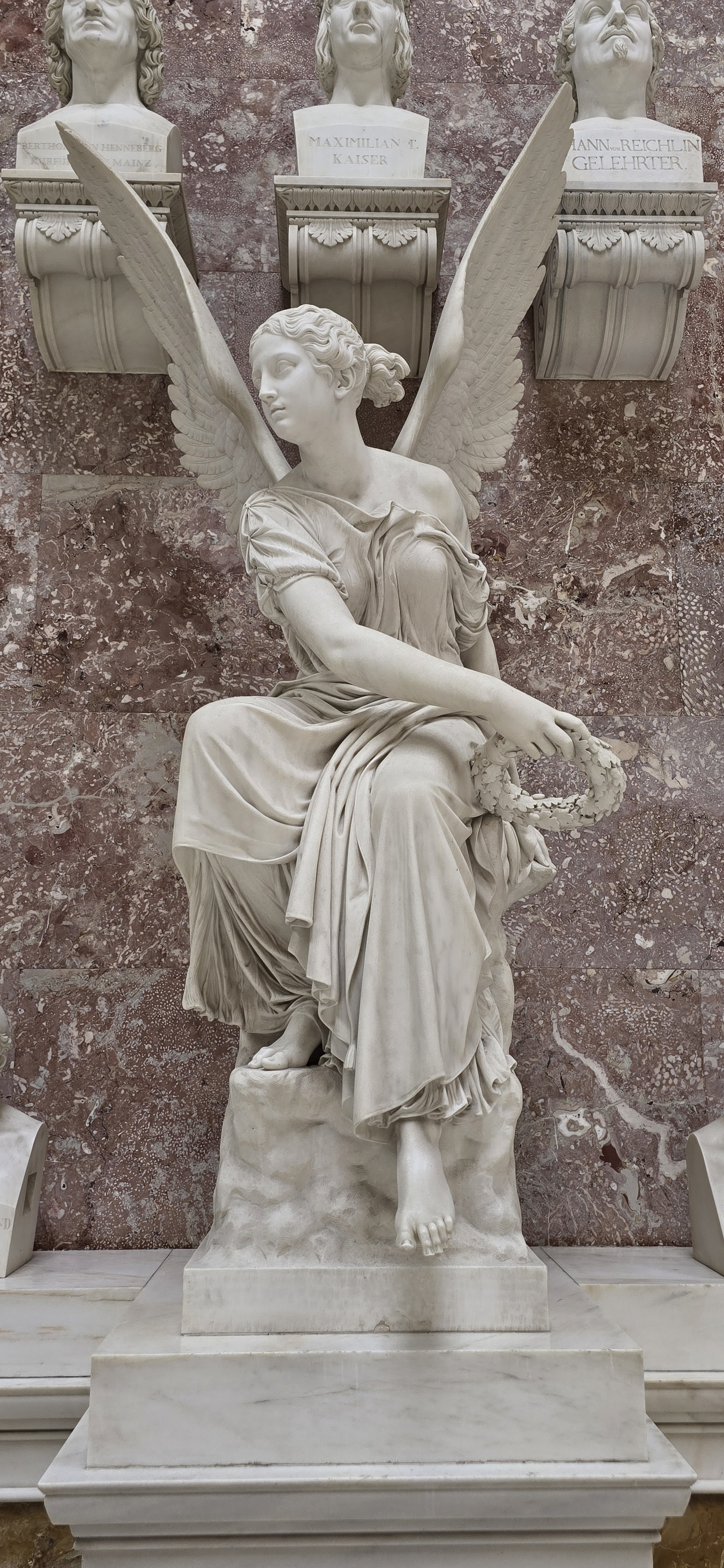
Viktoria 4, 1841
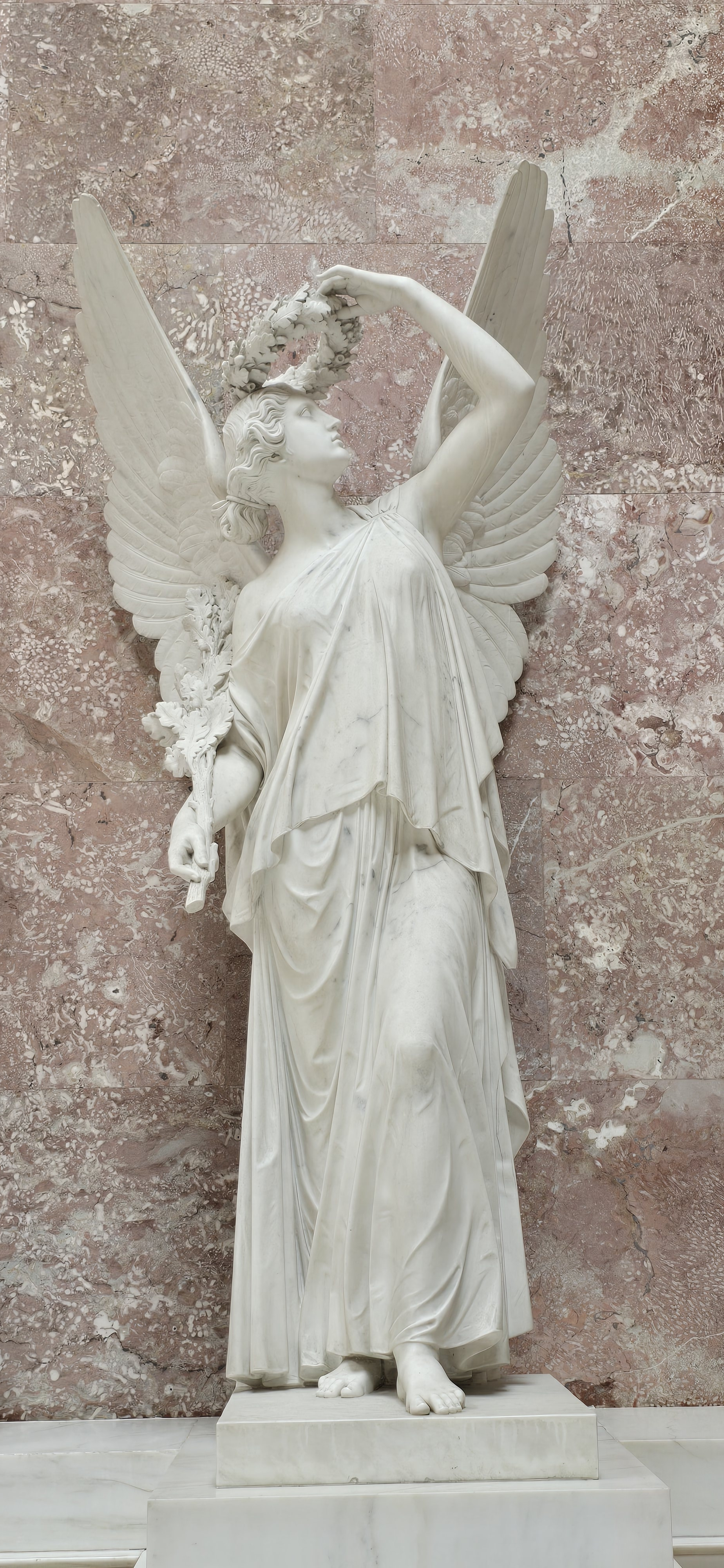
Viktoria 5, 1842
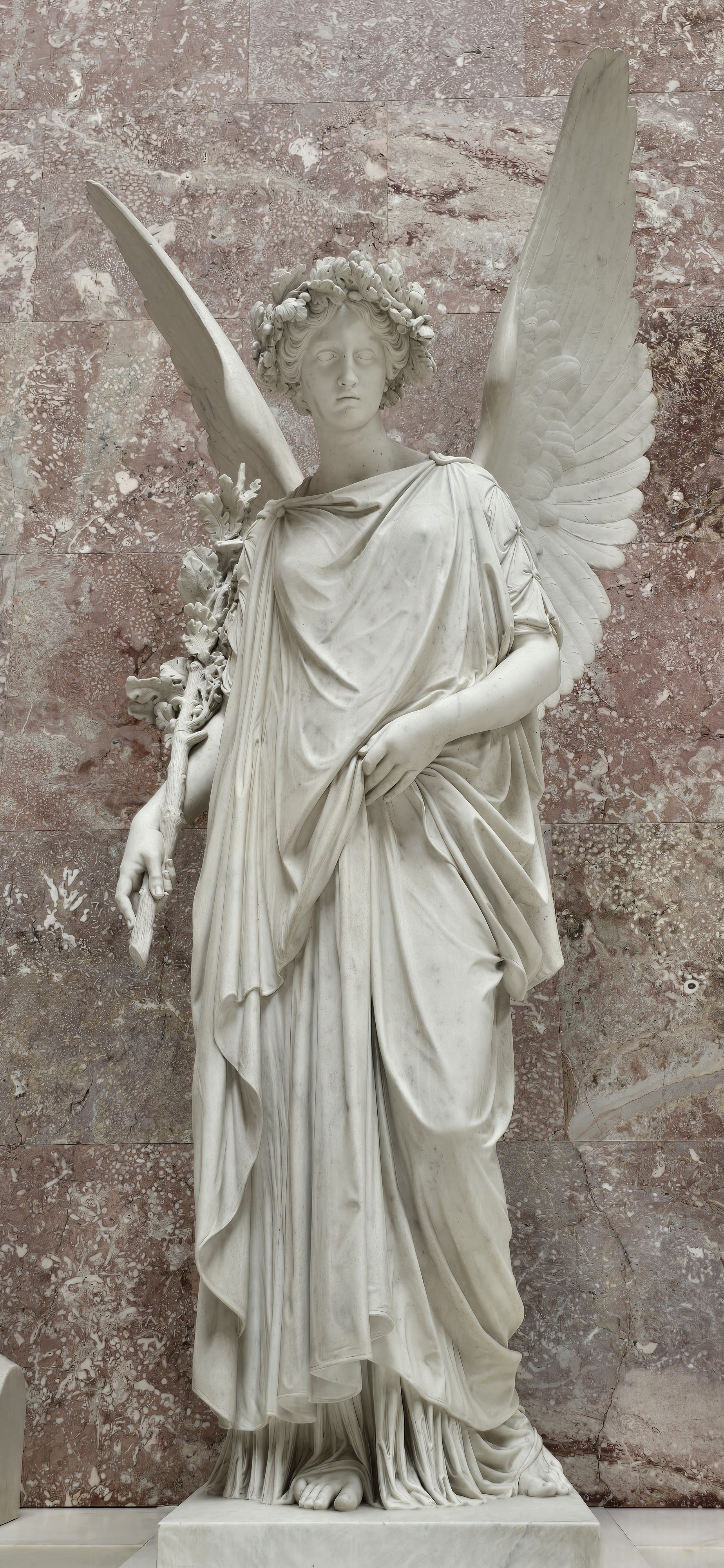
Viktoria 6, 1842

### Charlottenburger Viktorien

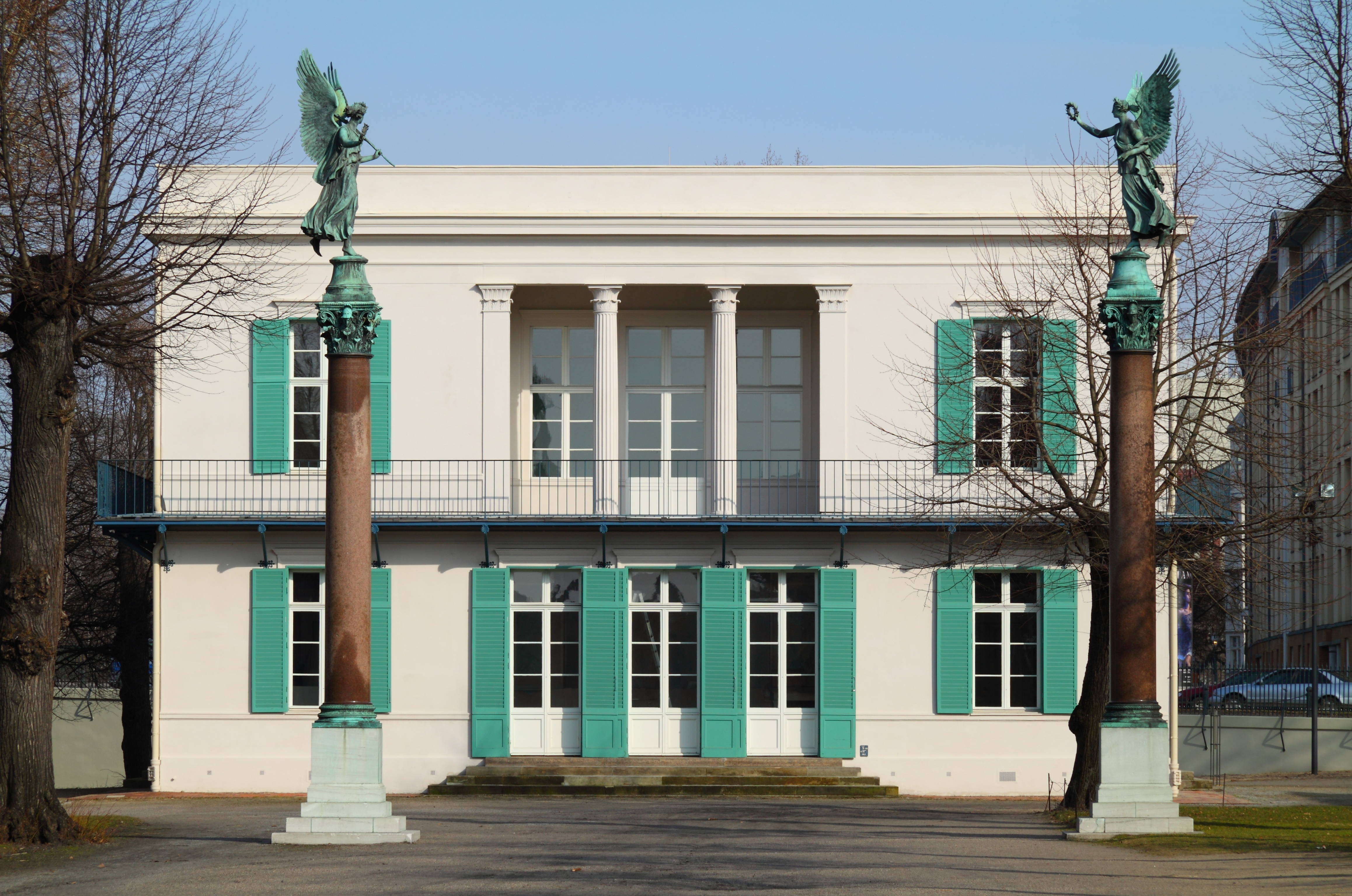
Charlottenburger Viktorien

Von 1837 bis 1840 schuf der Bildhauer zwei Viktorien in Bronze für den Schlosspark in Charlottenburg (Charlottenburger Viktorien):
- Erste Charlottenburger Viktoria; mit Palmenzweig auf der Schulter ruhend; auf der Friedenssäule links vor dem Neuen Pavillon.
- Zweite Charlottenburger Viktoria; mit Palmenzweig auf dem Arm ruhend; auf der Friedenssäule rechts vor dem Neuen Pavillon.
  - Kopie in Bronze auf der Friedenssäule, Belle-Alliance-Platz, Berlin.
  - Kopie in Bronze auf der Siegessäule, Schlosspark Babelsberg, Potsdam.
  - Kopie in Keramik im Osborne Garden, Isle of Wight.
- Kopien beider Viktorien in Bronze auf den Ruhmessäulen, Konnogwardejski-Boulevard, Sankt Petersburg.
- Kopien beider Viktorien in Zink am Schweriner Schloss, Schwerin.

### Berliner Viktorien

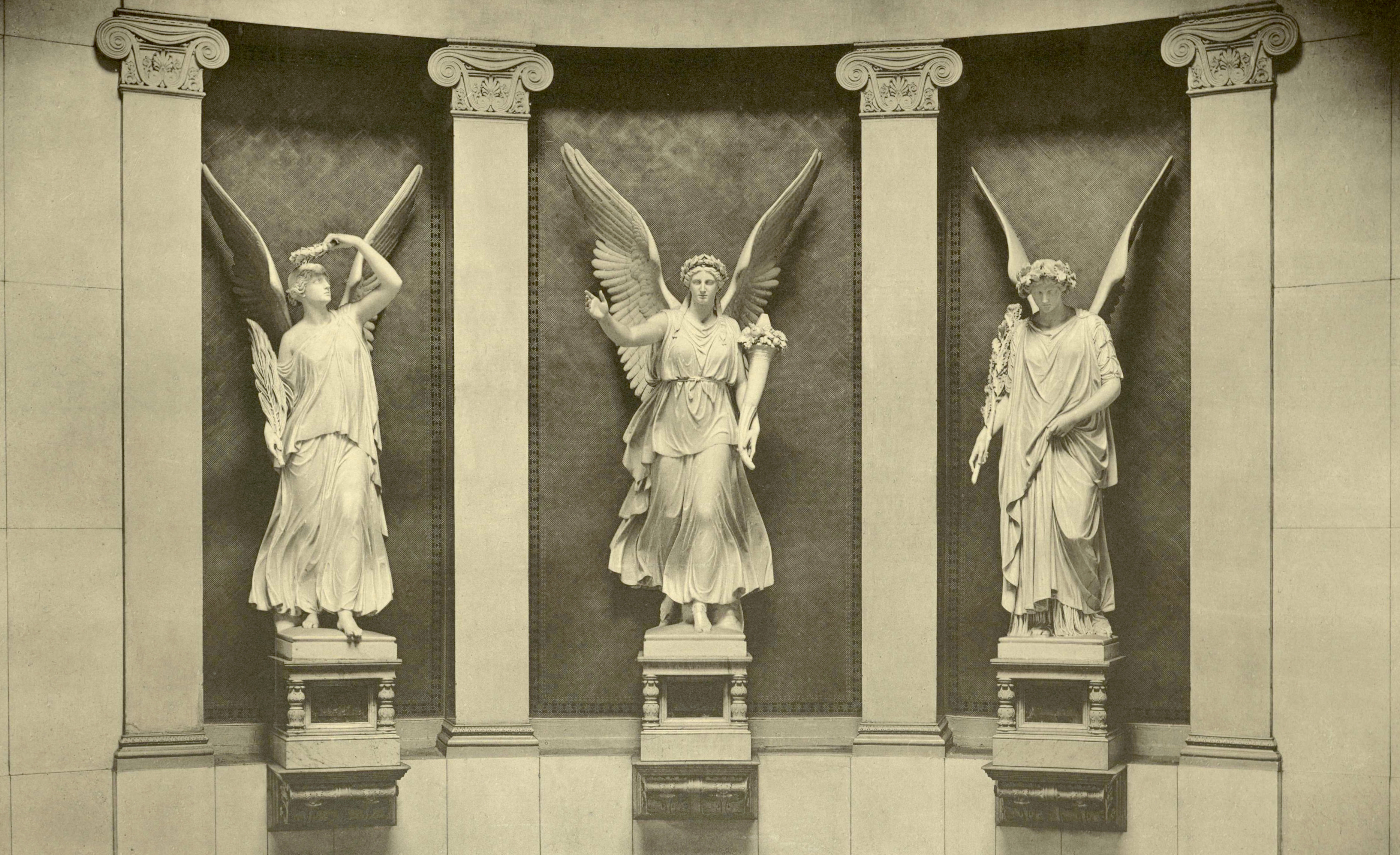
Berliner Viktorien

Von 1850 bis 1856 schuf er drei Viktorien in Marmor für das Palais des Prinzen Wilhelm in Berlin (Berliner Viktorien, 1943 zerstört):
- Erste Berliner Viktoria; Variante der Fünften Walhalla-Viktoria; einen Palmenzweig haltend und sich mit einem Lorbeerkranz krönend; im Treppenhaus links.
  - Kopie in Zink auf der Siegessäule, Leuthen (1945 zerstört).
- Zweite Berliner Viktoria; Variante der Zweiten Charlottenburger Viktoria; mit Füllhorn auf dem Arm ruhend; im Treppenhaus mittig.
- Dritte Berliner Viktoria; Variante der Sechsten Walhalla-Viktoria; einen Lorbeerzweig haltend; im Treppenhaus rechts.

## Sonstiges
- Die zwischen 1903 und 1944 verliehene Viktoria des Deutschen Fußball-Bundes stellt die Kranzwerfende Viktoria von Christian Daniel Rauch dar.[10]